# Красночервонный
Красночерво́нный — хутор в Новоалександровском городском округе Ставропольского края России.

## Варианты названия
- Червонный[1]
- Красно-Червонный[1].

## География
Расстояние до краевого центра: 79 км. Расстояние до районного центра: 10 км.

## История
Основан 1 мая 1924 года.
До 1 мая 2017 года хутор был административным центром упразднённого Красночервонного сельсовета.

## Население
| 1989 | 2002  | 2010  | 2014  | 2021  | 2023  |
| ---- | ----- | ----- | ----- | ----- | ----- |
| 1435 | ↗1718 | ↘1669 | ↗1700 | ↘1429 | ↘1409 |

По данным переписи 2002 года, 91 % населения — русские.

## Инфраструктура
- Централизованная клубная система[12]
- Библиотека. Открыта 27 мая 1950 года[13]

## Образование
- Детский сад № 38 «Ромашка»[14]
- Средняя общеобразовательная школа № 11[15]
- Детская музыкальная школа[16]

## Памятники
- Памятник воинам-землякам, погибшим в годы Великой Отечественной войны 1941—1945 гг. 1968 год[17]
- Памятник В. И. Ленину. 1967 год[18]

## Кладбища
В границах кадастрового квартала хутора Красночервонного находятся 4 общественных открытых кладбища:
- Кладбище хутора Красночервонный (площадь 6600 м²)
- Кладбище хутора Тимофеевский (площадь 8400 м²)
- Кладбище хутора Новый (площадь 1900 м²)
- Кладбище хутора Чапцев (площадь 5900 м²)